# Anahat Singh
Anahat Singh (* 13. März 2008 in Neu-Delhi) ist eine indische Squashspielerin.

## Karriere
Anahat Singh spielte bereits 2021 erstmals auf der PSA World Tour und nahm bisher nur vereinzelt an Turnieren teil. Im Januar 2024 gewann sie ihren ersten Titel auf der Tour, bis Mai 2025 folgten insgesamt elf weitere. Ihre höchste Platzierung in der Weltrangliste erreichte sie mit Rang 52 am 31. März 2025. Nach mehreren Erfolgen im Juniorinnenbereich vertrat Singh Indien bei den Commonwealth Games 2022. Im Einzel gewann sie ihre Auftaktpartie in fünf Sätzen, woraufhin sie auf die gesetzte Emily Whitlock traf, der sie wiederum in vier Sätzen unterlag. Mit Sunayna Kuruvilla trat Singh außerdem im Doppel an. Auch in dieser Konkurrenz gelang Singh mit ihrer Partnerin ein Auftakterfolg. Im Achtelfinale scheiterten sie anschließend jedoch in zwei Sätzen an Rachael Grinham und Donna Lobban. Bei der im selben Monat stattfindenden Juniorinnen-Weltmeisterschaft unterlag Singh im Viertelfinale Fayrouz Aboelkheir in vier Sätzen.
Im November 2022 wurde Singh anlässlich der Asienmeisterschaften erneut in die indische Nationalmannschaft berufen. In vier Partien gelangen ihr drei Siege für die indische Mannschaft, unter anderem im Halbfinale gegen Chan Yiwen aus Malaysia. Da die Partie insgesamt aber mit 1:2 verloren ging, belegten die Inderinnen letztlich Rang drei. Einen Monat darauf zog Singh erstmals ins Finale der indischen Meisterschaften ein, in dem sie Joshna Chinappa in drei Sätzen unterlag.
2023 gewann Singh im Januar in der Altersklasse U15 die British Open und belegte im Februar bei den Mannschafts-Asienmeisterschaften der Juniorinnen den dritten Platz. Im Juni schied sie bei den Asienmeisterschaften im Einzel der Aktiven gegen Aifa Azman im Achtelfinale und kurz darauf bei den Juniorinnen-Weltmeisterschaften gegen Malak Khafagy im Viertelfinale aus. Die anschließenden Juniorinnen-Mannschaftsweltmeisterschaften schloss sie auf Rang neun ab. Bei den 2023 ausgetragenen Asienspielen 2022 in Hangzhou stand Singh ein weiteres Mal im indischen Kader. Mit Abhay Singh gewann sie im Mixed ebenso wie mit der Mannschaft die Bronzemedaille. Zum Jahresende 2023 wurde Singh nach einem Finalsieg gegen Tanvi Khanna erstmals indische Landesmeisterin. 2024 gehörte sie zum indischen Aufgebot bei den Weltmeisterschaften. Sie wurde 2025 mit Joshna Chinappa im Doppel sowie mit Abhay Singh im Mixed jeweils Asienmeisterin.

## Erfolge
- Asienmeisterin im Doppel: 2025
- Asienmeisterin im Mixed: 2025
- Gewonnene PSA-Titel: 12
- Asienspiele: 2 × Bronze (Mixed und Mannschaft 2022)
- Indische Meisterin: 2023, 2024